# 金書

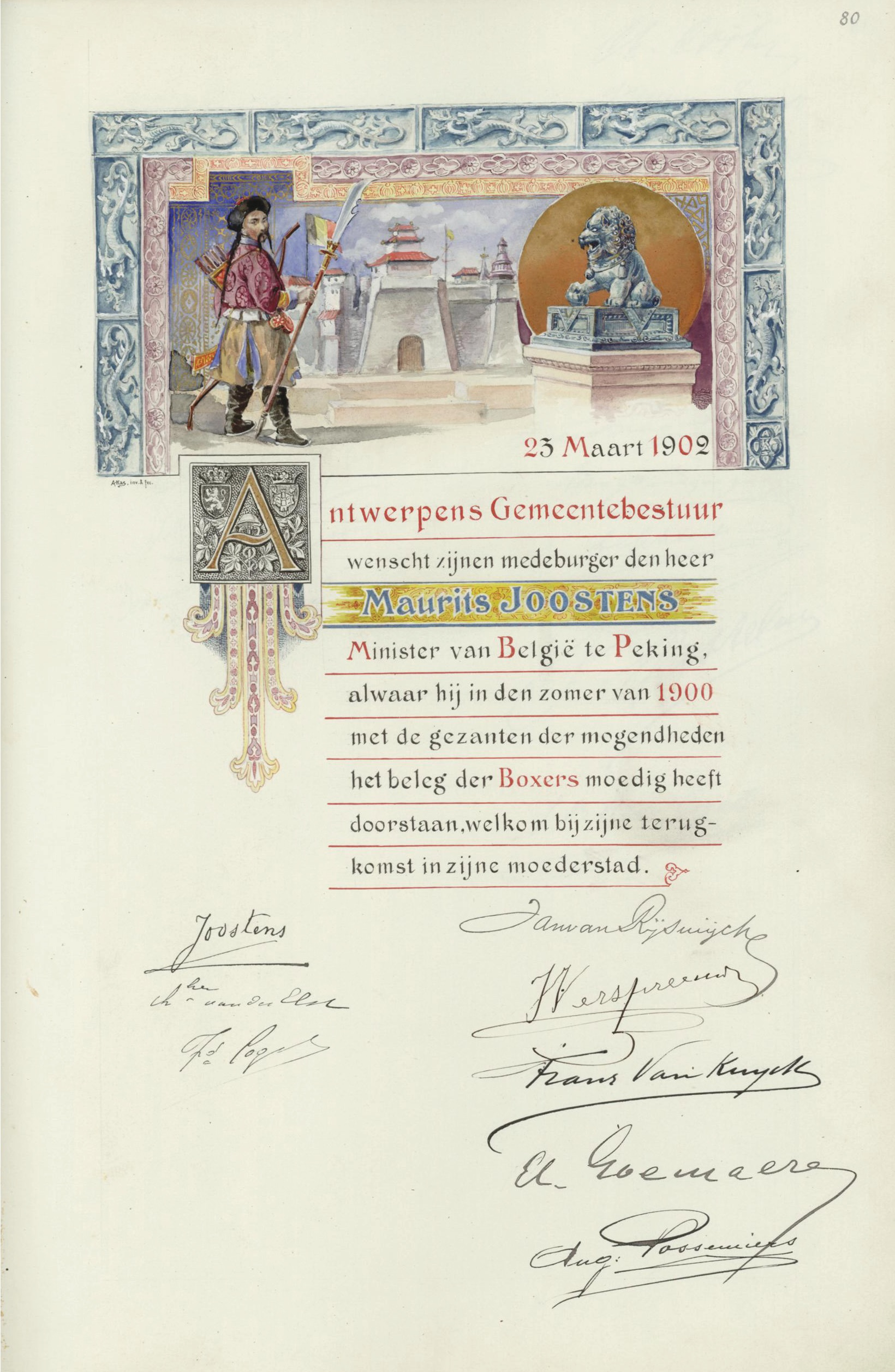
《安特衛普市金書》記載1902年3月23日姚士登男爵（比利時欽差駐紮中華及暹羅便宜行事全權大臣，1900-01）在從大清北京簽署《辛丑和約》為八國聯軍之役善後之後安全返鄉。姚士登簽署留念。

金書（比利時荷語：Gulden Boek，法語：Livre d'Or），比利時的書種。比利時商會、各種組織或地方政府編纂極昂貴的精裝編年圖誌，通常邀請著名藝術家在書頁插畫裝飾。假若大事有極其重要歷史意義，相關人物更獲邀在該頁簽署。商會的金書就是商會大事紀，記錄諸如會長接印、周年紀念（jubileum）。地方政府的金書就是精裝的編年地方圖誌。著名商會金書有《安特衛普鑽石交易所金書》，著名地方政府金書有《安特衛普市金書》。其他組織的金書包括競技運動俱樂部等。
在罕見情況，一段極短史事也會出版金書，以紀念該事所有的親歷者，最著名就是《火卡金書1914-1918》（比利時荷語：Guldenboek der vuurkaart，法語：Livre d'Or des Cartes du Feu）。第一次世界大戰後，比利時軍部為所有在戰場前線抵受火力炮轟生還的士兵頒發火卡（比利時荷語：Vuurkaart，法語：Cartes du Feu，紅火色的卡，象徵戰火）嘉許，火卡匯整成的金書，實際上就是帶肖像的功勞簿名冊。

## 引用文獻
1. ↑  'Terugkeer Maurice Joostens', Gedenkboek der Stad Antwerpen 2e deel 1891, 80.,
2. ↑  
Gulden Boek （页面存档备份，存于）, Tenboome歷史研究會.